# Museo civico (Viterbo)
Il Museo civico  di Viterbo è situato nell'ex-convento del XII secolo, adiacente alla chiesa di Santa Maria della Verità; fondato nel 1955, custodisce reperti provenienti da Ferento e da siti archeologici del viterbese, e una pinacoteca con opere dal XII al XIX secolo.
Il 23 maggio 2011 è stato intitolato a Luigi Rossi Danielli, archeologo viterbese.

## Le collezioni
Il percorso espositivo si articola su tre piani. Il chiostro e la prima sala al piano terra ospitano una collezione archeologica inerente alla civiltà etrusca e romana, con corredi funerari dell'VIII-VII sec a.C., terrecotte e bronzi del VII-V sec a.C., sarcofagi con iscrizioni etrusche del III secolo a.C. Nella seconda sala sono esposti circa mille reperti della Collezione Luigi Rossi Danielli, donata al comune di Viterbo nel 1912, riguardanti il periodo storico dall'età del ferro all'età romana.
La terza sala è dedicata agli oggetti in ceramica e in bronzo, la quarta ai corredi funerari della Tomba dei Salvii, la quinta sala ai reperti di epoca romana di Ferento.

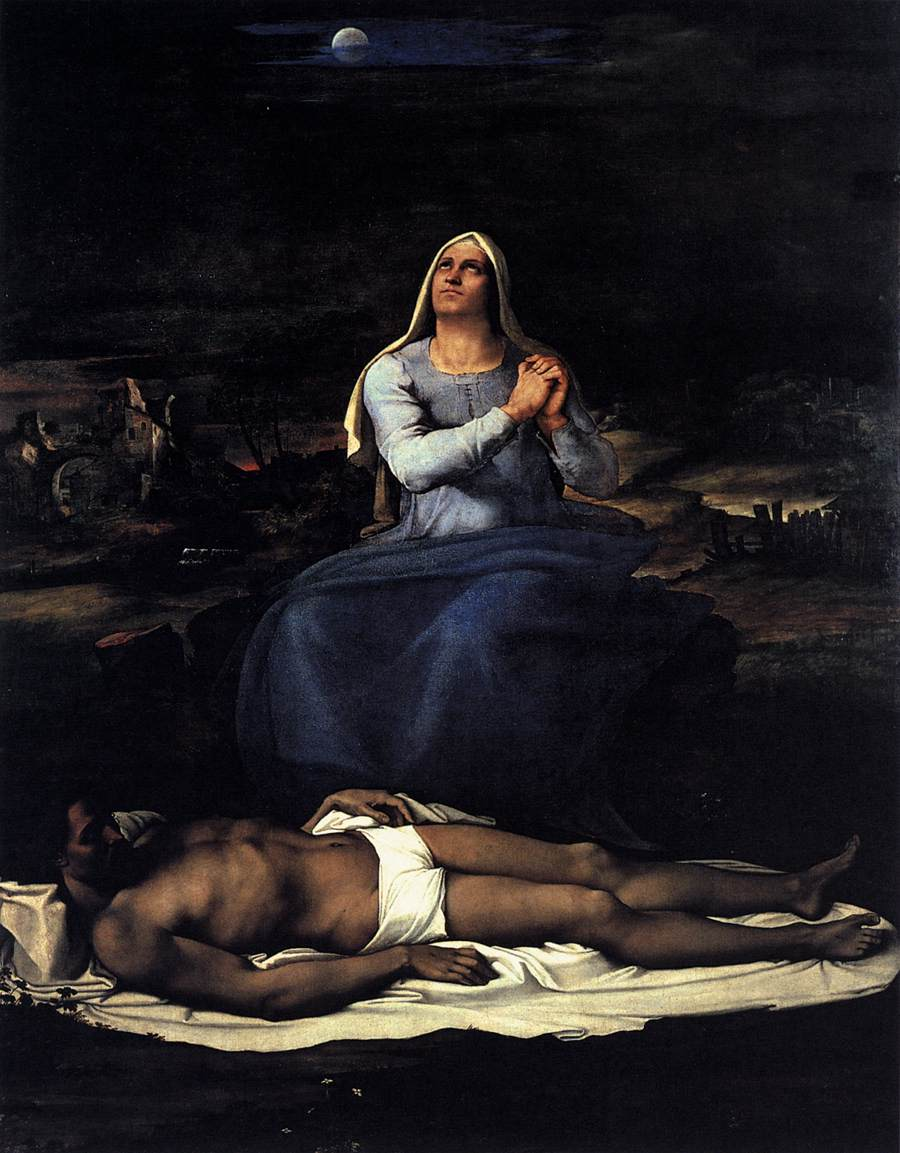
Sebastiano del Piombo, Pietà

Al primo piano è collocata la pinacoteca. Nelle prime due sale sono esposte le opere dal XII al XIV secolo, tra cui due dipinti di Sebastiano del Piombo: la celebre Pietà del 1516 - 1517, tavola di cupa e severa drammaticità, e la Flagellazione del 1524. La sala seguente è dedicata al XV-XVI secolo; tra le opere di rilievo, due sculture in terracotta policroma della bottega di Andrea della Robbia.  La quarta sala ospita opere di artisti del XVI-XVIII secolo, tra cui Cesare Nebbia, Aurelio Lomi, Salvator Rosa, Pietro da Cortona. Nell'ottava sala si può ammirare il grandioso Presepe, pala d'altare di rilevanti dimensioni e dalle interessanti soluzioni prospettiche, realizzata nel 1488 dal pittore viterbese Antonio del Massaro detto il Pastura, allievo del Pinturicchio e del Perugino.
Al secondo piano sono esposti oggetti di interesse storico, come i cinquantasei bozzetti settecenteschi della Macchina di Santa Rosa. Presenti anche le copie del XVII secolo di alcuni affreschi perduti di Benozzo Gozzoli con Storie della vita di Santa Rosa da Viterbo, una raccolta di vasi da farmacia del XVII-XVIII secolo e una collezione di monete.

## IFalsi di Annio
Il museo conserva tre esempi delle falsificazioni archeologiche fabbricate dal padre domenicano Annio da Viterbo, erudito e falsario viterbese, che ne interrò alcuni esemplari nei pressi della residenza estiva del papa per dissotterrarli in presenza di Alessandro VI Borgia. La creazione dei falsi intendeva corroborare la pretesa veridicità dei suoi Antiquitatum variarum volumina XVII, una poderosa falsificazione storica con cui intendeva costruire un supplemento alla cronologia biblica e proporre una visione radicalmente nuova della storia universale.